# Godewaersvelde

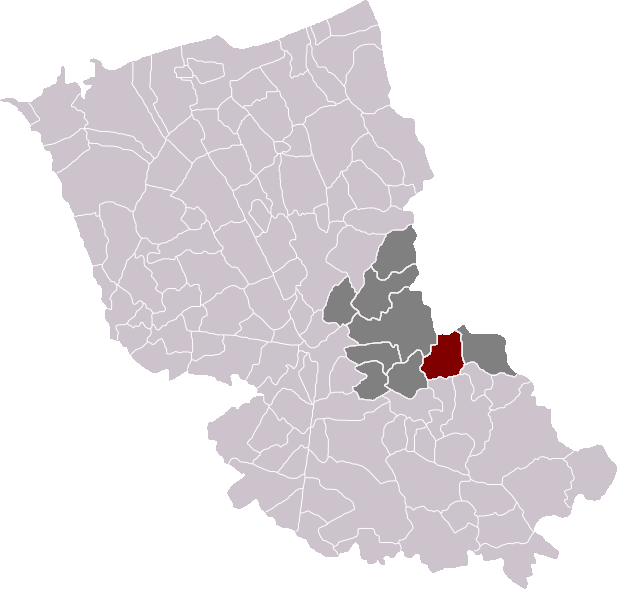
Localització de Godewaersvelde

Godewaersvelde (en neerlandès Godewaarsvelde, en flamenc occidental Godsvelde) és un municipi francès, situat a la regió dels Alts de França, al departament del Nord, que forma part de la Westhoek. L'any 2006 tenia 1.893 habitants. Limita al nord-oest amb Steenvoorde, al nord amb Poperinge, a l'est amb Boeschepe, al sud-oest amb Eecke, al sud amb Flêtre i Méteren, i al sud-est amb Berthen.

## Demografia
| Evolució de la població |       |       |       |       |       |       |       |       |
| 1793                    | 1800  | 1806  | 1821  | 1831  | 1836  | 1841  | 1846  | 1851  |
| 2 022                   | 1 840 | 1 897 | 1 980 | 1 821 | 1 836 | 1 838 | 1 803 | 1 776 |

| 1856  | 1861  | 1866  | 1872  | 1876  | 1881  | 1886  | 1891  | 1896  |
| ----- | ----- | ----- | ----- | ----- | ----- | ----- | ----- | ----- |
| 1 595 | 1 670 | 1 675 | 1 695 | 1 760 | 1 770 | 1 863 | 1 905 | 1 952 |

| 1901  | 1906  | 1911  | 1921  | 1926  | 1931  | 1936  | 1946  | 1954  |
| ----- | ----- | ----- | ----- | ----- | ----- | ----- | ----- | ----- |
| 1 918 | 1 896 | 1 909 | 1 947 | 1 902 | 1 810 | 1 869 | 1 882 | 1 803 |

| 1962  | 1968  | 1975  | 1982  | 1990  | 1999  | 2006 | 2011 | 2016 |
| ----- | ----- | ----- | ----- | ----- | ----- | ---- | ---- | ---- |
| 1 794 | 1 798 | 1 665 | 1 713 | 1 738 | 1 927 | -    | -    | -    |

| 2019 | - | - | - | - | - | - | - | - |
| ---- | - | - | - | - | - | - | - | - |
| -    | - | - | - | - | - | - | - | - |

## Administració
| Període   | Identitat         | Partit |
| --------- | ----------------- | ------ |
| 1919-1929 | René Vanlerberghe |        |
| 1929-1937 | Raoul Hennion     |        |
| 1937-1965 | Henri Devos       |        |
| 1965-1987 | Daniel Vuylsteker |        |
| 1987-1988 | Sylvain Vanbleus  |        |
| 1988-1989 | Paul Vermelle     |        |
| 1989-2008 | Jacques Defrancq  | PS     |
| 2008-     | Antoine Vermeulen |        |